# Ria d'O Barqueiro

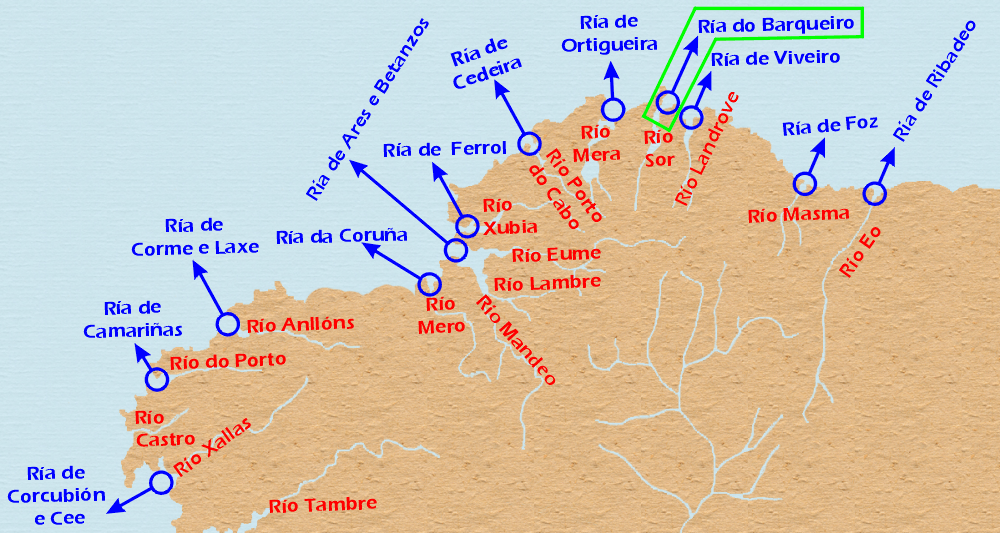
Localització de la ria d'O Barqueiro (nord-est de Galícia)

La ria d'O Barqueiro és una ria que fa de límit entre les províncies de la Corunya i Lugo, a Galícia. Forma part de les Rías Altas i es troba entre la ria d'Ortigueira i la ria de Viveiro. Es troba a la desembocadura del riu Sor, a la costa del mar Cantàbric.
Forma part dels municipis d'O Vicedo, a la província de Lugo, i Mañón, a la província de La Corunya. Limita a l'oest amb la península de Bares i a l'est amb l'illa Coelleira. El seu nom prové de la localitat d'O Barqueiro, port pesquer del municipi de Mañón, tot i que també s'obre a la ria la capital municipal d'O Vicedo.

## Galeria d'imatges

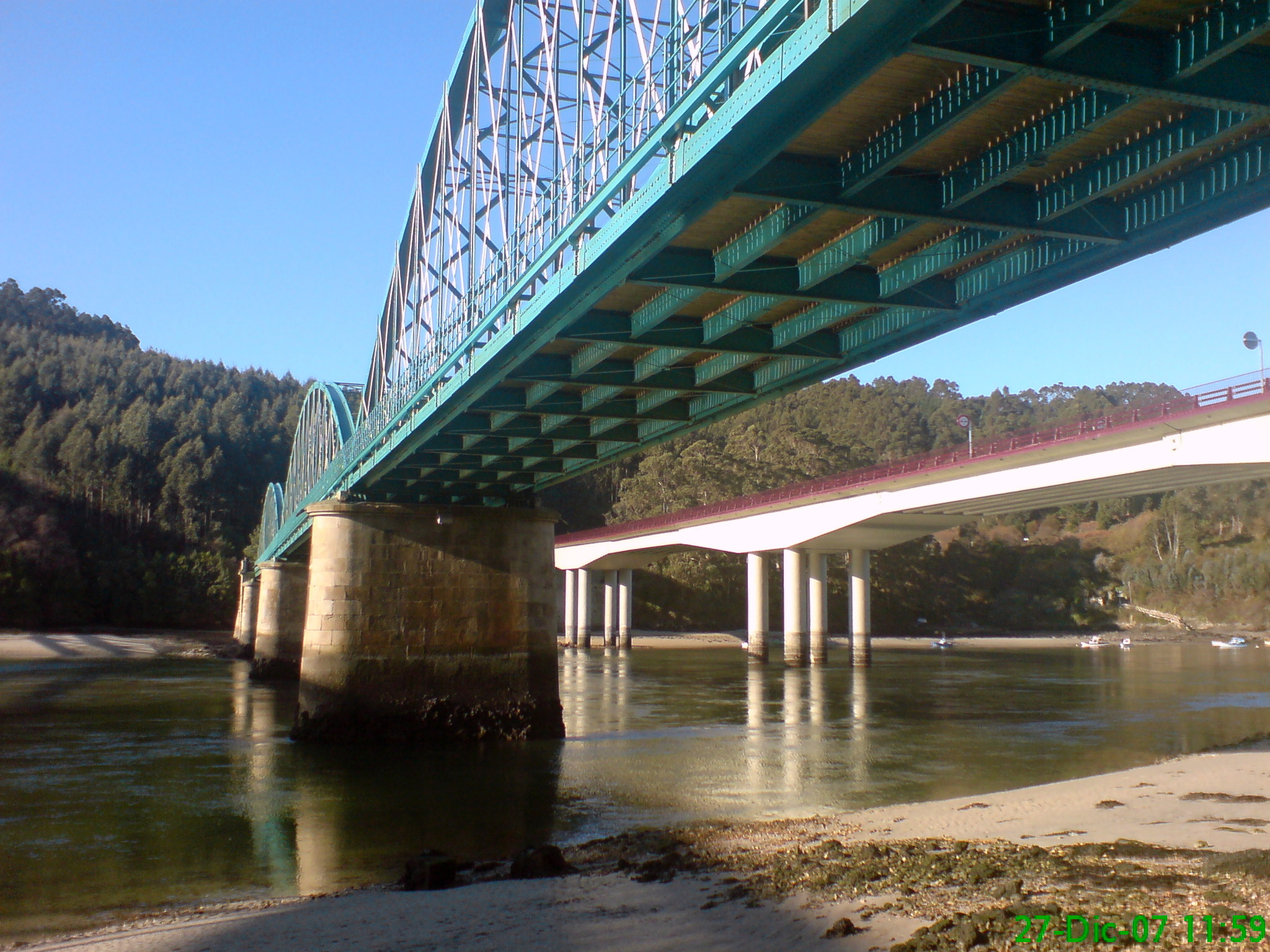
Pont sobre la ria.
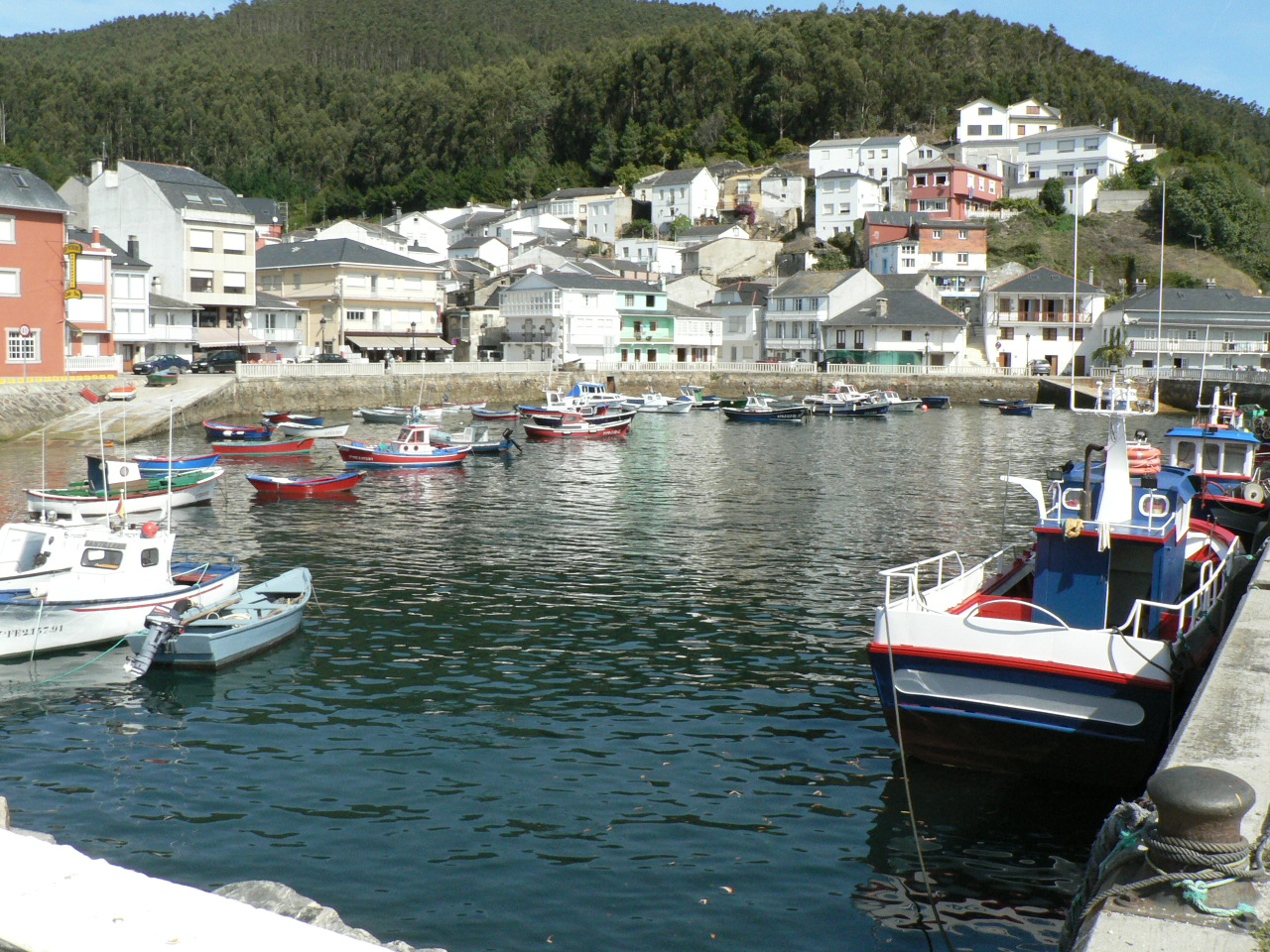
Port a la ria.